# Língua cia-cia
A  Língua Cia-Cia (Hangul: 바하사 찌아찌아, Alfabeto latino: Bahasa Ciacia), também chamada Butonês Sul, é uma língua austronésia falada principalmente nas proximidades da cidade de Bau-Bau no extremo sul da ilha Buton, no litoral sudoeste da Celebes e nas ilhas Binongko e Batu Atas, Indonésia.

## Falantes
Em 2005 eram cerca de 80 mil falantes. Os falantes também usam o wolio, que é relacionada ao Cia-cia, ou o malaio indonésio. A língua vem caindo em desuso na sua forma escrita entre os Cia-Cia, sendo expressa preferencialmente com o alfabeto árabe e o indonésio é hoje ensinada nas escolas com o uso do alfabeto latino.

## Geografia
O Cia-Cia é falado  nas Celebes do Sudeste, no sul da ilha Buton, nas ilhas Binongko e Batu Atas. Conforme lenda, os falantes de Cia-Cia de Binonko descendem das tropas do sultão de Buton.

## Nome
O nome da língua vem na particular negativadora cia 'não'. Cia-Cia é também chamada Buton(ês), Butung, ou Boetoneezen (do neerlandês), nomes que compartilha com o Wolio, com o Buton Sul, ou Butong Sul.

## Dialetos
A real situação em termos de formas dialetais da língua na ilha de Buton é ainda carente de uma melhor avaliação. Os dialetos da língua Cia-cia incluem Kaesabu, Sampolawa (Mambulu-Laporo), Wabula (com suas sub-variedades) e Masiri. O dialeto Maisiri apresentam a maior quantidade de vocabulário em comum com o dialeto padrão. Konisi & Hidayat discutiram em mais detalhe dois dos dialetos, Pesisir e Pedamalan; Pedamalan apresenta gh em palavras nativas, onde Pesisir tem r, mas Pedamalan usam o r em palavras de origem estrangeira.

## Ortografia
A língua Cia-Cia já teve sua forma na escrita Gundul originada na grafia Jawi, ambas originadas da escrita árabe com 5 consoantes adicionais e sem caracteres para as vogais. Desde 2009 estudantes de Bau-Bau aprenderam a escrever o Cia-cia com o alfabeto coreano Hangul usando livros texto do Instituto de Pesquisas Hunminjeongeum, uma sociedade linguística com base em Seul, Coreia do Sul. A ideia primeira para escrever a língua em Hahgul foi proposta pelo embaixador da Indonésia na Coreia do Sul, Nicholas T. Dammen, e pelo professor  Chun Tai-hyun em 2007.
Em 2009 a língua ganhou fama entre a comunidade linguística pelo fato de que, na cidade de Bau-Bau, estava-se ensinando a ler e escrever a língua Cia-Cia em Hangul coreano e o prefeito local consultou o governo da Indonésia sobre a possibilidade de tornar essa escrita como oficial.
Em janeiro de 2010 jornal The Korea Times informou que o “hangul” ainda estava por ser adotado oficialmente como modo de escrita do Cia Cia, pois Amirul Tamim , prefeito de Bau-bau, não havia ainda tomado as devidas medidas exigíveis para que um alfabeto estrangeiro fosse oficializado na Indonésia. Em outubro desse mesmo ano, uma autoridade da cidade relatou ao “The Korean Times” que o governo Indonésio relutava em aprovar essa exceção à regra geral da “Lei Básica da Indonésia” de que todas as línguas regionais e tribais do país deveriam adotar sempre o alfabeto latino nas suas formas escritas, visando preservar a unidade nacional cultural nesse país composto por muitas ilhas. Mesmo assim, o número de estudantes aprendendo a escrever Cia-cia em Hangul já era de 190 em 2010.
| Consoantes | ㄱ  | ㄲ  | ㄴ  | ㄷ  | ㅌ  | ㄸ     | ㄹ           | ᄙ*          | ㅁ  | ㅂ  | ㅸ    | ㅍ  | ㅃ  | ㅅ  | ㅇ**          | ㅈ   | ㅉ   | ㅎ  |
| romanizado | g   | k   | n   | d   | dh  | t      | r ~ gh, l    | r ~ gh, l    | m   | b   | v ~ w | bh  | p   | s   | (null), ’, ng | j    | c    | h   |
| IPA        | /ɡ/ | /k/ | /n/ | /ɗ/ | /d/ | /t/    | /r ~ ʁ/, /l/ | /r ~ ʁ/, /l/ | /m/ | /ɓ/ | /β/   | /b/ | /p/ | /s/ | ∅, /ʔ/, /ŋ/   | /dʒ/ | /tʃ/ | /h/ |
| Vogais     | ㅏ  | ㅔ  | ㅗ  | ㅜ  | ㅣ  | ㅡ*    |              |              |     |     |       |     |     |     |               |      |      |     |
| romanizado | a   | e   | o   | u   | i   | (null) |              |              |     |     |       |     |     |     |               |      |      |     |
| IPA        | /a/ | /e/ | /o/ | /u/ | /i/ | ∅      |              |              |     |     |       |     |     |     |               |      |      |     |

O asterisco ㅡ* não é uma letra separada do alfabeto Cia-cia. Os /r/ e /l/ Mediais são distintos na escrita: simples para  /r/ ou dupla para /l/; porém, o ㄹ duplo deve ser escrito de forma cruzada entre duas sílabas, como em  빨리 pali vs. 세링 sering. A vogal vazia ㅡé adicionada antes de uma inicialㄹdupla, de modo que o  /l/ inicial é escrito 을ㄹ-. Porém, o /l/ final é escrito com um simples ㄹ; para o /r/ final, a vogal vazia é adicionada, sendo escrita 르 como se fosse uma sílaba separada, como em 사요르 sayor.
O duplo asterisco * ㅇ apresenta o caráter nulo do -[ŋ] coreano. Porém, não fica claro o quão distinguível  como oclusiva glotal é a [ʔ]; Observe-se que em malaio, a oclusiva glotal é assumida entre vogais idênticas e não escritas de forma “aberta”.
Ao ser adotada a estrutura Hangul para o Cia-cia, a letra obsoleta do coreano ㅸ foi ressuscitada para uso como  /v/. As consoantes implosivas /ɓ/ e /ɗ/ são escritas como as letras Hangul.

## Palavras
Os numerais de 1 a 10 são:
| Português   | um        | dois      | três | quatro | cinco | seis | sete | oito       | nove | dez    |
| Romanização | dise, ise | rua, ghua | tolu | pa'a   | lima  | no'o | picu | walu, oalu | siua | ompulu |

### Verbos
- 부리 buri (bughi) 'escrever'
- 뽀가우 pogau 'conversar'
- 바짜안 baca'an 'ler.'[10]

### Substantivos
- 까아나 ka'ana 'casa'
- 시골라 sikola 'escola'
- 사요르 sayoro 'vegetais'
- 보꾸 livro 'book'[11][12]

### Frases comuns
- 따리마 까시 Tarima kasi. 'Obrigado.'
- 인다우 미아노 찌아찌아 Indau miano Cia-Cia. 'Eu sou um Cia-Cia.'
- 인다우 뻬엘루 이소오 Indau pe'elu iso'o. 'Eu te amo.'
- 모아뿌 이사우 Moapu sia'u. 'Me perdoe.'
- 움베 Umbe. 'Sim.'
- 찌아 Cia. 'Não.'[13]

### Amostra de texto
아디 세링 빨리 노논또 뗄레ᄫᅵ시. 아마노 노뽀옴바에 이아 나누몬또 뗄레ᄫᅵ시 꼴리에 노몰렝오.
adi sering pali nononto televisi. amano nopo'ombae ia nanumonto televisi kolie nomolengo

### Externas
- «Cia-cia: Língua Sampolawa - Globalrecordings.net»
- Entrevista sonbre a adaptção do Hangul à língua Cia-Cia] (em coreano)
- «Cia-cia em Ethnologue»
- «Escritas Cia-cia em Omniglot»